# Station Katowice Piotrowice
Station Katowice Piotrowice is een spoorwegstation in de Poolse plaats Katowice.